# Толстое (Гримайловская поселковая община)
Толстое (укр. Товсте) — село в Гримайловской поселковой общине Чортковского района Тернопольской области Украины.
До 2020 года входило в Гусятинский район.
Код КОАТУУ — 6121688001. Население по переписи 2001 года составляло 547 человек.

## Географическое положение
Село Толстое находится на берегу реки Гнилая,
выше по течению на расстоянии в 1,5 км расположено село Белиновка,
ниже по течению на расстоянии в 1,5 км расположено село Новосёлка,
на противоположном берегу — село Кут.
Через село проходит автомобильная дорога Т-2002.

## История
- 1654 год — дата основания.

## Объекты социальной сферы
- Школа.
- Клуб.
- Фельдшерско-акушерский пункт.

## Достопримечательности
- Братская могила советских воинов.
- Церковь Святого Иоанна Крестителя (1770, каменная, ПЦУ);
- Костёл (около 1720 г.)

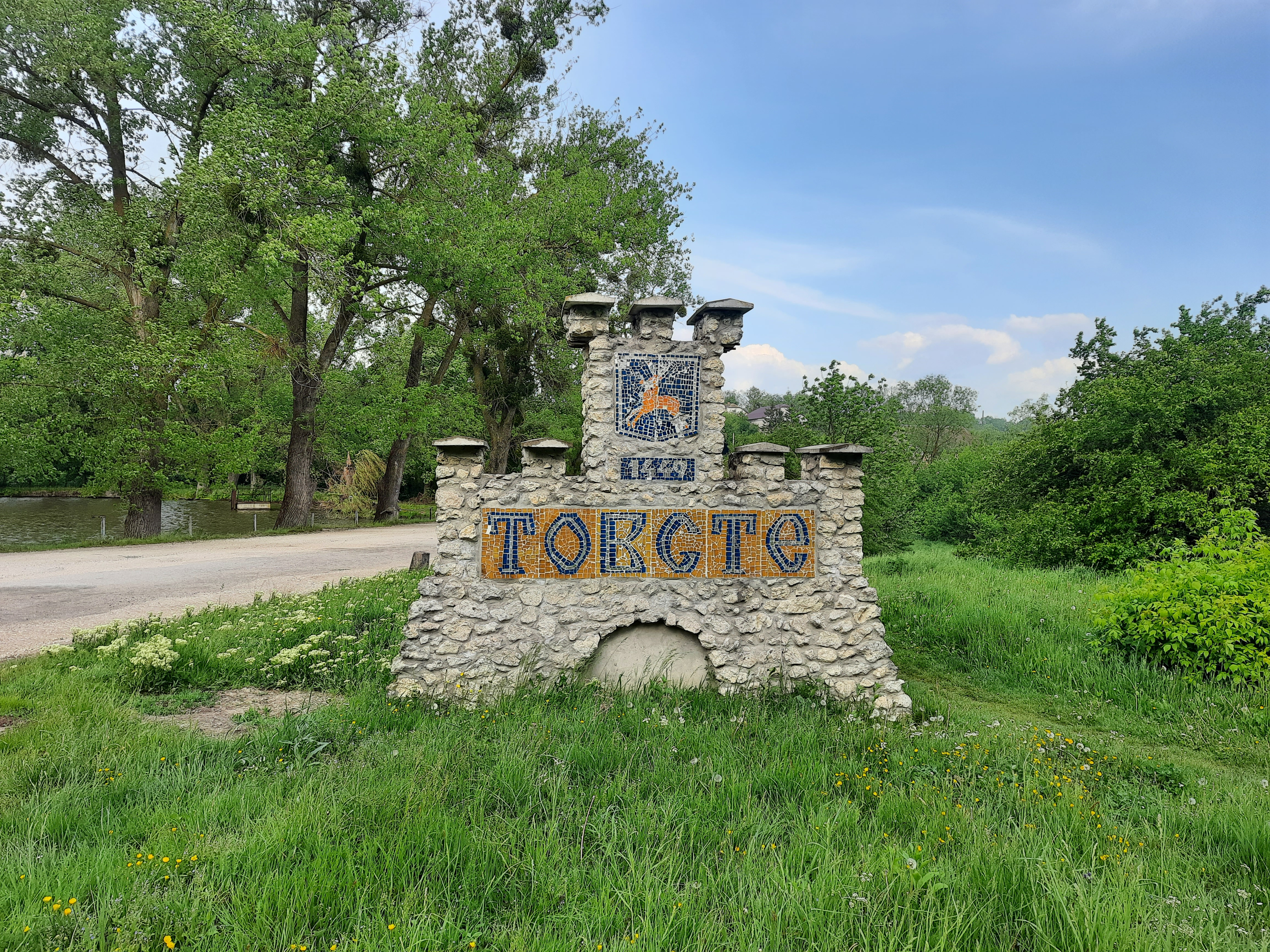
Стела на въезде в село
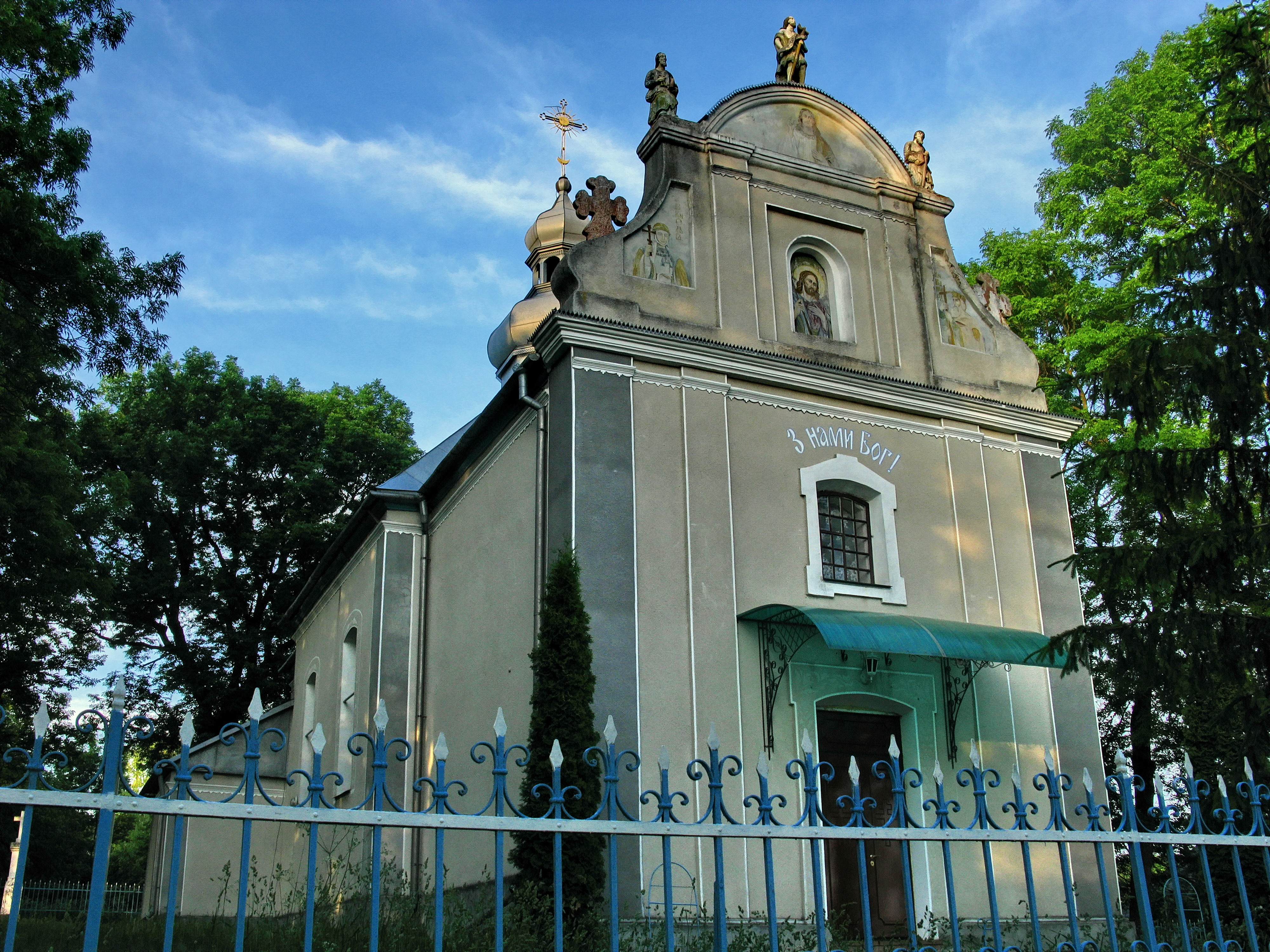
Церковь Святого Иоанна Крестителя
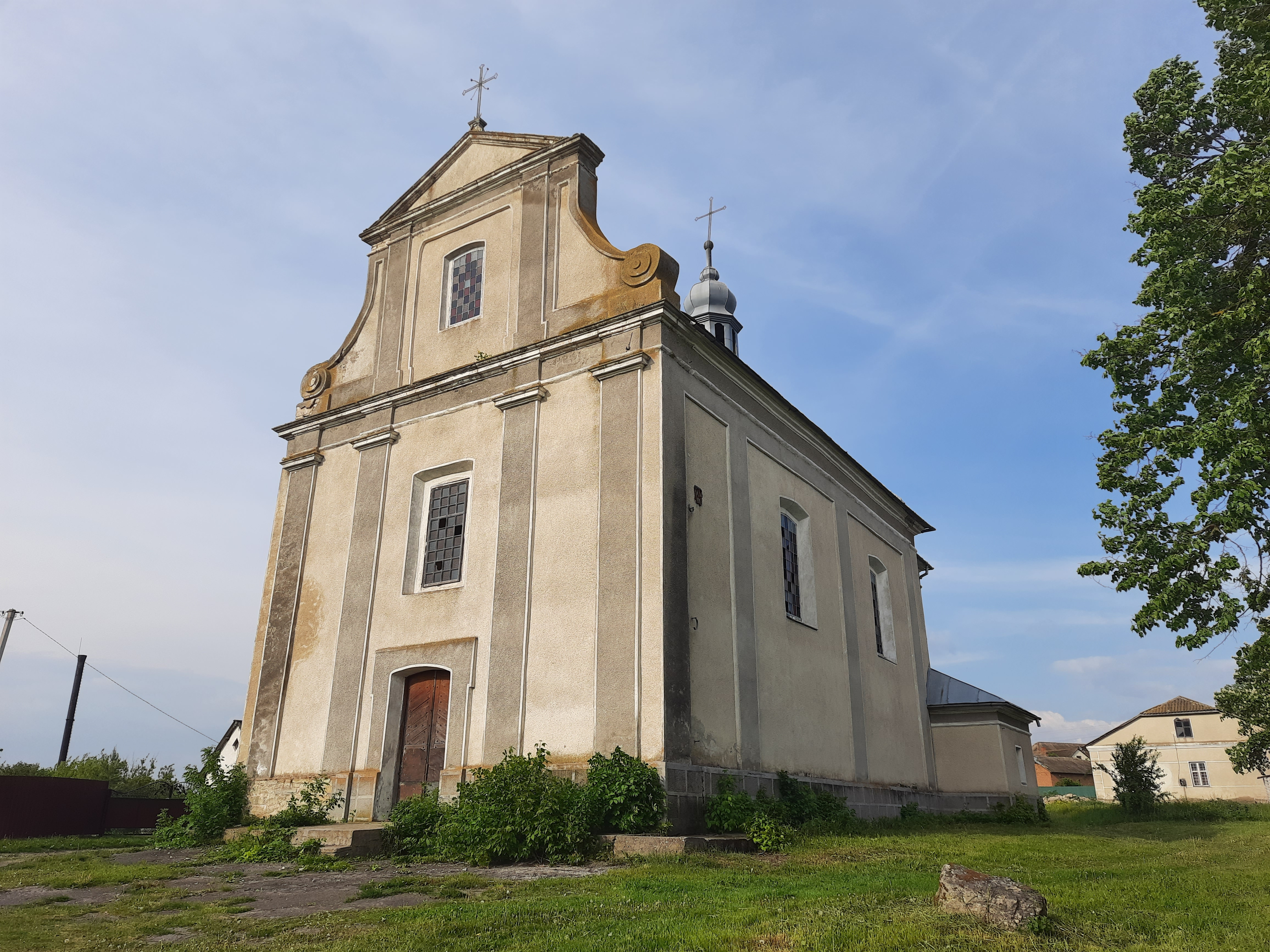
Костёл
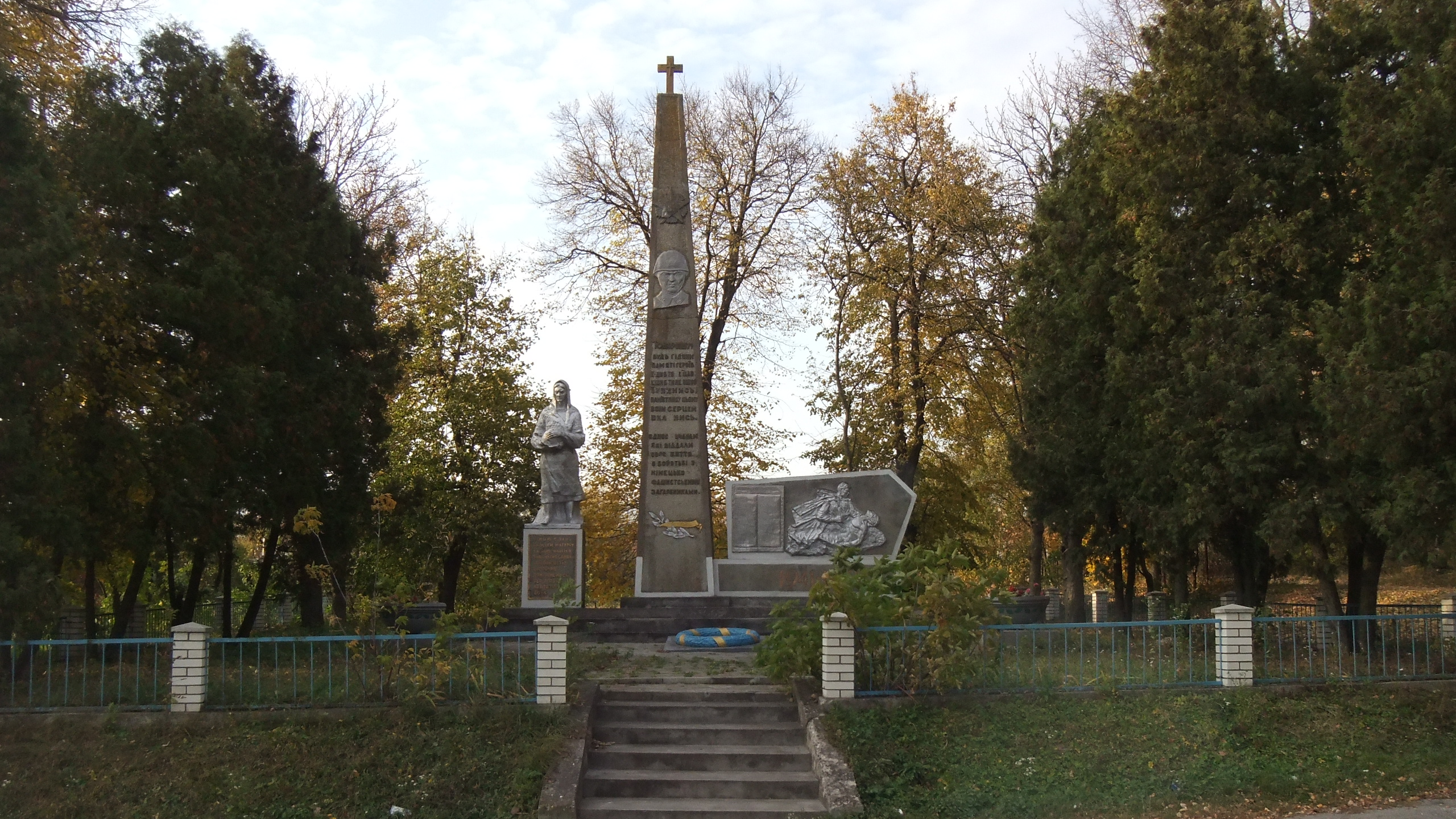
Памятник погибшим в Великой Отечественной войне 1941-45 г.